# Scymnus horni
Scymnus horni är en skalbaggsart som beskrevs av Henry Stephen Gorham 1897. Scymnus horni ingår i släktet Scymnus och familjen nyckelpigor. Inga underarter finns listade i Catalogue of Life.